# Путятинский район
Путя́тинский райо́н — административно-территориальная единица (район) и муниципальное образование (муниципальный район) на юго-востоке Рязанской области России.
Административный центр — село Путятино.

## География
Площадь района — 999 км². Основные реки — Пара, Тырница, Инкаш, Ворша.

## История
Путятинский район был образован 21 февраля 1935 года в составе Московской области. В него вошли следующие сельсоветы:
- из Чучковского района: Глебовский, Карабухинский, Карауловский, Макеевский, Петинский, Романово-Дарковский, Самовский, Сергеевский, Строевский, Хлынинский
- из Шиловского района: Александровский, Воршевский, Екатериновский, Княгиневский, Красно-Союзный, Летниковский, Никитинский, Отрадовский, Песочинский 1-й, Песочинский 2-й, Поликановский, Поляковский, Путятинский, Самодуровский, Чернослободский.

5 апреля 1936 года Песочинский 1-й и Песочинский 2-й с/с были объединены в Песочинский с/с.
26 сентября 1937 года Путятинский район вошёл в состав Рязанской области.
В 1963 году Путятинский район был упразднён. В марте 1977 года восстановлен, за счёт выделения территорий из Шиловского, Шацкого, Сапожковского и Сараевского районов.
В результате муниципальной реформы 2006 года на территории 10 сельских округов — Береговского (центр — с. Береговое), Большеекатериновского (с. Большая Екатериновка), Воршевского (с. Воршево), Екатериновского (с. Екатериновка), Карабухинского (с. Карабухино), Летниковского (с. Летники), Песочинского (с. Песочня), Путятинского (с. Путятино), Романово-Дарковского (с. Романовы Дарки) и Унгорского (с. Строевское) были образованы 6 сельских поселений, а также село Поляки.

## Население
| 1939   | 1959    | 1979    | 1989    | 2002  | 2009  | 2010  | 2012  | 2013  |
| ------ | ------- | ------- | ------- | ----- | ----- | ----- | ----- | ----- |
| 33 405 | ↘21 833 | ↘12 906 | ↘10 398 | ↘8745 | ↘7474 | ↗7511 | ↘7402 | ↘7365 |
| 2014   | 2015    | 2016    | 2017    | 2018  | 2019  | 2020  | 2021  | 2023  |
| ↘7330  | ↘7242   | ↘7207   | ↘7160   | ↘7079 | ↘6959 | ↘6849 | ↗7081 | ↘6884 |

### Национальный состав
По итогам переписи населения 2020 года проживали следующие национальности (национальности менее 0,1 % и другое, см. в сноске к строке «Другие»):
| Национальность | Численность, чел. | Доля     |
| -------------- | ----------------- | -------- |
| Русские        | 6474              | 91,43 %  |
| Армяне         | 82                | 1,16 %   |
| Украинцы       | 60                | 0,85 %   |
| Цыгане         | 58                | 0,82 %   |
| Лезгины        | 53                | 0,75 %   |
| Таджики        | 50                | 0,71 %   |
| Азербайджанцы  | 48                | 0,68 %   |
| Киргизы        | 40                | 0,56 %   |
| Мордва         | 29                | 0,41 %   |
| Молдаване      | 24                | 0,34 %   |
| Узбеки         | 24                | 0,34 %   |
| Чеченцы        | 17                | 0,24 %   |
| Даргинцы       | 15                | 0,21 %   |
| Татары         | 11                | 0,16 %   |
| Другие         | 96                | 1,34 %   |
| Итого          | 7081              | 100,00 % |

## Территориальное устройство
В рамках административно-территориального устройства, Путятинский район включает 6 сельских округов.
В рамках организации местного самоуправления, муниципальный район делится на 6 муниципальных образований со статусом сельских поселений.
| № | Муниципальное образование               | Административный центр    | Количество населённых пунктов | Население (чел.) | Площадь (км²) |
| - | --------------------------------------- | ------------------------- | ----------------------------- | ---------------- | ------------- |
| 1 | Береговское сельское поселение          | село Береговое            | 14                            | ↗702             | 130,60        |
| 2 | Большеекатериновское сельское поселение | село Большая Екатериновка | 9                             | ↘695             | 109,80        |
| 3 | Карабухинское сельское поселение        | село Карабухино           | 23                            | ↗762             | 384,00        |
| 4 | Песочинское сельское поселение          | село Песочня              | 10                            | →696             | 106,70        |
| 5 | Путятинское сельское поселение          | село Путятино             | 6                             | ↗3385            | 115,79        |
| 6 | Строевское сельское поселение           | село Строевское           | 15                            | ↘841             | 152,00        |

## Населённые пункты
В Путятинском районе 77 населённых пунктов (все — сельские).
| №  | Населённый пункт                 | Тип     | Население | Муниципальное образование               |
| -- | -------------------------------- | ------- | --------- | --------------------------------------- |
| 1  | Агрокультура                     | посёлок | 3         | Строевское сельское поселение           |
| 2  | Александр-Нетрош                 | посёлок | 5         | Строевское сельское поселение           |
| 3  | Александровка                    | деревня | 6         | Строевское сельское поселение           |
| 4  | Александровские Выселки          | посёлок | 22        | Строевское сельское поселение           |
| 5  | Береговое                        | село    | ↘308      | Береговское сельское поселение          |
| 6  | Березовка                        | посёлок | 1         | Большеекатериновское сельское поселение |
| 7  | Большая Екатериновка             | село    | 189       | Большеекатериновское сельское поселение |
| 8  | Брусовая                         | деревня | 0         | Карабухинское сельское поселение        |
| 9  | Васино                           | деревня | 0         | Карабухинское сельское поселение        |
| 10 | Васино                           | село    | ↘18       | Карабухинское сельское поселение        |
| 11 | Волковое                         | деревня | ↘4        | Карабухинское сельское поселение        |
| 12 | Волово                           | деревня | 4         | Береговское сельское поселение          |
| 13 | Воропаевка                       | посёлок | 26        | Путятинское сельское поселение          |
| 14 | Воршево                          | село    | ↘208      | Строевское сельское поселение           |
| 15 | Выдерга                          | посёлок | 4         | Строевское сельское поселение           |
| 16 | Глебово                          | село    | ↘211      | Путятинское сельское поселение          |
| 17 | Городок                          | посёлок | 0         | Песочинское сельское поселение          |
| 18 | Дубки                            | посёлок | 0         | Путятинское сельское поселение          |
| 19 | Екатериновка                     | село    | ↘299      | Строевское сельское поселение           |
| 20 | Зелёная Поляна                   | посёлок | 11        | Строевское сельское поселение           |
| 21 | Ильино                           | деревня | 17        | Карабухинское сельское поселение        |
| 22 | Карабухино                       | село    | ↘258      | Карабухинское сельское поселение        |
| 23 | Караулово                        | село    | ↘157      | Большеекатериновское сельское поселение |
| 24 | Климовка                         | деревня | 20        | Путятинское сельское поселение          |
| 25 | Ключи                            | деревня | 18        | Карабухинское сельское поселение        |
| 26 | Княгиня                          | деревня | 27        | Песочинское сельское поселение          |
| 27 | Костыли                          | посёлок | 1         | Береговское сельское поселение          |
| 28 | Красное Ширино                   | посёлок | 0         | Путятинское сельское поселение          |
| 29 | Красные Борки                    | деревня | 1         | Карабухинское сельское поселение        |
| 30 | Культура                         | посёлок | 0         | Карабухинское сельское поселение        |
| 31 | Лаврентьевка                     | деревня | 0         | Карабухинское сельское поселение        |
| 32 | Летники                          | село    | ↘180      | Береговское сельское поселение          |
| 33 | Лохино                           | посёлок | 2         | Береговское сельское поселение          |
| 34 | Львиный                          | посёлок | 2         | Строевское сельское поселение           |
| 35 | Макеево                          | село    | ↘166      | Карабухинское сельское поселение        |
| 36 | Малая Екатериновка               | деревня | 0         | Большеекатериновское сельское поселение |
| 37 | Малиновка                        | деревня | 0         | Карабухинское сельское поселение        |
| 38 | Маровский                        | посёлок | #Н/Д      | Песочинское сельское поселение          |
| 39 | Марфино                          | деревня | 3         | Большеекатериновское сельское поселение |
| 40 | Мясной                           | посёлок | 15        | Береговское сельское поселение          |
| 41 | Никитино                         | деревня | ↘29       | Береговское сельское поселение          |
| 42 | Никитинский                      | посёлок | 2         | Береговское сельское поселение          |
| 43 | Новая Деревня                    | посёлок | 384       | Большеекатериновское сельское поселение |
| 44 | Новка                            | деревня | 0         | Большеекатериновское сельское поселение |
| 45 | Отрада                           | село    | ↘75       | Береговское сельское поселение          |
| 46 | Павловка                         | посёлок | 2         | Береговское сельское поселение          |
| 47 | Песочинского крахмального завода | посёлок | 2         | Песочинское сельское поселение          |
| 48 | Песочня                          | село    | ↘768      | Песочинское сельское поселение          |
| 49 | Петино                           | деревня | ↘14       | Карабухинское сельское поселение        |
| 50 | Петровка                         | деревня | 34        | Большеекатериновское сельское поселение |
| 51 | Петровка                         | деревня | 9         | Карабухинское сельское поселение        |
| 52 | Поликаново                       | деревня | 3         | Береговское сельское поселение          |
| 53 | Поляки                           | село    | ↘74       | Береговское сельское поселение          |
| 54 | Пробуждение                      | посёлок | 0         | Строевское сельское поселение           |
| 55 | Проточный                        | посёлок | 9         | Песочинское сельское поселение          |
| 56 | Прудки                           | посёлок | 28        | Береговское сельское поселение          |
| 57 | Путятино                         | село    | ↗3199     | Путятинское сельское поселение          |
| 58 | Рассвет                          | посёлок | 4         | Песочинское сельское поселение          |
| 59 | Романовы Дарки                   | село    | ↘125      | Карабухинское сельское поселение        |
| 60 | Свободо-Заводской                | посёлок | 34        | Строевское сельское поселение           |
| 61 | Сергиевка                        | деревня | ↘7        | Карабухинское сельское поселение        |
| 62 | Сергиевка                        | посёлок | 0         | Строевское сельское поселение           |
| 63 | Славино                          | деревня | ↘1        | Карабухинское сельское поселение        |
| 64 | Слесаревка                       | деревня | 0         | Карабухинское сельское поселение        |
| 65 | Сомово                           | деревня | 26        | Карабухинское сельское поселение        |
| 66 | Строевское                       | село    | ↘332      | Строевское сельское поселение           |
| 67 | Суховка                          | посёлок | 9         | Строевское сельское поселение           |
| 68 | Тарасовка                        | посёлок | 0         | Песочинское сельское поселение          |
| 69 | Тырница                          | посёлок | 9         | Строевское сельское поселение           |
| 70 | Тырницкого рыбхоза               | посёлок | 0         | Карабухинское сельское поселение        |
| 71 | Унгор                            | село    | ↘232      | Карабухинское сельское поселение        |
| 72 | Ур                               | деревня | 6         | Большеекатериновское сельское поселение |
| 73 | Хлынино                          | деревня | 12        | Карабухинское сельское поселение        |
| 74 | Чёрная Слобода                   | село    | ↘22       | Береговское сельское поселение          |
| 75 | Черняевка                        | посёлок | 9         | Песочинское сельское поселение          |
| 76 | Шефский                          | посёлок | 8         | Песочинское сельское поселение          |
| 77 | Ясная Поляна                     | деревня | 9         | Карабухинское сельское поселение        |

## Экономика
В 2010 году в Путятино запущено деревообрабатывающее производство, выпускающее мебель, окна и двери.
В 2011 году произведён запуск завода по производству сусла, а в 2012 — хлебопекарни.

## Транспорт
Через район проходит автомобильная дорога «Москва—Челябинск».

## Культура
- Тарковские чтения

В августе 2012 года в рамках мероприятий, приуроченных к 80-летию советского кинорежиссера и сценариста, народного артиста РСФСР Андрея Арсеньевича Тарковского, для студентов и выпускников творческих вузов Москвы, Санкт-Петербурга и Рязани в поселке Мясной были организованы мастер-классы, которые проводили: режиссер, драматург Сергей Соловьев, советский режиссер, сценарист Али Хамраев, однокурсник Андрея Тарковского — режиссер, сценарист Юлий Файт, кинооператор, фотохудожник Юрий Клименко, автор лучшего исследования о творчестве Тарковского — доктор философских наук, профессор Игорь Евлампиев.
С 2013 года ежегодно Международный центр Тарковского совместно с администрацией Рязанской области в рамках открытого культурно-просветительского проекта «В сторону Тарковского» проводит в Рязани и поселке Мясном «Тарковские чтения», основная часть которых — мастер-классы в поселке. Участие в мероприятии принимают выпускники и студенты ВГИКа, высших актёрских курсов, Школы-студии МХАТ и других вузов, прошедшие предварительный отбор. На чтениях также задействованы Андрей Тарковский- младший и члены его творческого коллектива, сценаристы и продюсеры.
Кроме мастер-классов в рамках «Тарковских чтений»" проходят лекции, создаются учебные фильмы для видеокурса по основам кинематографии. И все это происходит в непосредственной близости от деревенского дома, неразрывно связанного с А. Тарковским.

## Достопримечательности
- Дом Тарковского

Дом из красного кирпича с черепичной крышей, обособленно стоявший на возвышенности, в поселке Кислом Путятинского района приглянулся А. Тарковскому в 1968 году во время летней прогулки с женой Ларисой Павловной, имевшей родственников в соседней деревне. Он был куплен уже известным режиссером, снявшим фильмы «Иваново детство», «Андрей Рублев», несколько короткометражных, в 1970 году. В своем дневнике, ощущая давление со стороны начальства Госкино и партийных чиновников, которые требовали полностью «перекроить» картину «Андрей Рублев», режиссер писал:
Купили дом в Мясном. Тот, который хотели. Теперь мне не страшно: не будут давать работать - буду сидеть в деревне, разводить поросят, гусей, следить за огородом, и плевать я на них хотел.А. Тарковский (Из Дневника).
После случившегося в октябре 1970 года пожара, оставившего только стены, дом был отстроен заново. И в течение 11 лет режиссер старался при каждом удобном случае жить и работать в доме поселка. Здесь он трудился над режиссурой спектакля «Гамлет» (пост. «Ленкома», намечал сюжеты для своих последних картин «Ностальгия» и «Жертвоприношение». В Дневнике А. Тарковского записей, связанных с деревенским домом — восторженных и отчаянно-печальных, очень много. Последний раз, перед отбытием за границу, Тарковский наведался в свой дом в декабре 1981 года. В финале фильма «Ностальгия» главный герой видит свой деревенский дом, и вся композиция почти точно повторяет пейзаж Мясного и тот самый дом на пригорке.
В доме А. Тарковского все сохранено, как при бывшем хозяине, благодаря стараниям родных его жены. В интерьере дома, где создана мемориальная экспозиция, сохранились подлинные вещи режиссера. Недалеко от дома режиссера появилась белая с позолоченным куполом часовня в честь святого апостола Андрея Первозванного (проект К. Камышанова).

## Известные люди
В районе родились
См. также: Категория:Родившиеся в Путятинском районе
- Алексухин, Василий Тимофеевич (1919—1943), лейтенант, командир звена 617-го штурмового авиационного полка, Герой Советского Союза.
- Арапов, Василий Михайлович (1934—1997), член Союза художников СССР.
- Вяземский, Терентий Иванович (1857—1914), доктор медицины, известный невролог и психиатр, основатель и первый заведующий Карадагской биологической станции (ныне — Карадагский заповедник).
- Газов, Василий Яковлевич (1876—1937), священник Никольской церкви села Мостье Ухоловского района. Священномученик.
- Гудков, Дмитрий Васильевич (1921—1978), майор, командир эскадрильи 976-го Инстербургского ордена Кутузова истребительного авиационного полка, Герой Советского Союза.
- Зубков, Валентин Иванович (12.05.1923 − 18.01.1979), Заслуженный артист РСФСР. Лётчик-истребитель.
- Кобозев, Пётр Алексеевич (1878—1941), нарком путей сообщения РСФСР, первый председатель ЦИК Туркестанской АССР, председатель Совета Министров Дальневосточной Республики и Дальневосточного Ревкома.
- Курлов, Василий Иванович (1923—2001), полный кавалер ордена Славы
- Макаров, Александр Евгеньевич (1962—1984), сержант, старший пулемётчик 177-го отдельного отряда специального назначения (ОоСпН). В Республике Афганистан с апреля 1983 года. Погиб близ кишлака Вака (недалеко от ГЭС Суруби), прикрывая отход отряда. За мужество и отвагу награждён орденом Красной Звезды (посмертно). Похоронен в родном селе.
- Муромцев, Сергей Николаевич (1898—1960), микробиолог, академик ВАСХНИЛ (1948), лауреат Государственной премии СССР (1946).
- Парфёнов, Пётр Семёнович (1894—1937), журналист, поэт, государственный деятель. Является автором песни «По долинам и по взгорьям…» («Партизанский гимн»). Автор ряда исторических трудов. В 1927—1929 годах являлся заместителем, а затем председателем Госплана РСФСР.
- Сенин, Анатолий Иванович (1941—2000), поэт, член Союза писателей СССР и России. Возглавлял Рязанскую писательскую организацию. Лауреат Всероссийской Есенинской премии, автор восьми книг стихов и публицистики.
- Телков, Василий Фёдорович (1911—1976), полный кавалер ордена Славы, председатель колхоза в родном селе
- Федотов, Иван Григорьевич (1919—1990), гвардии старший лейтенант, командир взвода 109-го отдельного истребительного противотанкового артиллерийского дивизиона 110-й гвардейской стрелковой дивизии, Герой Советского Союза. После войны был председателем колхоза «Заветы Ильича» Путятинского района, секретарем партийной организации.
- Фирсов, Александр Яковлевич (1925—1945), младший сержант, командир отделения 3-го стрелкового батальона 567-го стрелкового полка, Герой Советского Союза. Его именем названы улицы в Рязани, Шилове и поселок в Приморском крае.
- Хазов, Пётр Давыдович (1929—2014), рентгенолог-радиолог, доктор медицинских наук, профессор, заслуженный врач РФ.
- Ханаев, Никандр Сергеевич (1890—1974) — оперный певец, народный артист СССР.
- Шмелёв, Захар Степанович (1876—1945), известный художник, ученик В. Серова и И. Репина.
- Шмелёва, Маргарита Николаевна (1923—2002), учёный-этнограф, доктор исторических наук.
- Юрин, Сергей Васильевич (1896—1952 или 1953), писатель. Автор книг «Аленкины косы», «Деревенская невеста», «Вьюган», «На Колчака», «Чернобыл», романа «Гайданцы».
- Путятин Родион Тимофеевич (1807—1869), российский богослов, проповедник, педагог, протоиерей Русской православной церкви.